# Zignoëlla macrasca
Zignoëlla macrasca är en svampart som beskrevs av Sacc. 1880. Zignoëlla macrasca ingår i släktet Zignoëlla och familjen Chaetosphaeriaceae.   Inga underarter finns listade i Catalogue of Life.